# Walther Christensen
John Walther Christensen (født 23. september 1918 i København, død 1. december 1965 samme sted) var en dansk landsholdsspiller i fodbold.
Christensen, som af samtidige er betegnet som et af de allerstørste talenter dansk fodbold har haft, spillede fra drengeårene i Boldklubben Frem. Han var allerede en stjerne som ungdomsspiller og debuterede på Frems førstehold i august 1937, 18 år gammel. Som ganske ung spillede han i angrebet, men fra sæsonen 1939-40 fandt han sin favoritplads som højre halfback (efter den tids system nummer 4), i hans tilfælde offensiv midtbanespiller. Hans spil skal have været en nydelse, teknisk overlegen og med et fremragende blik for spillet var han opbyggeren af angrebene med usædvanlig præcise afleveringer - også dem over en halv banelængde. Hans sparketeknik er senere af Knud Lundberg blevet sammenlignet med Michael Laudrups. 
Han debuterede på landsholdet ved DBU´s jubilæumsstævne i juni 1939, hvor han i finalens 6-3 sejr over Norge scorede et af målene. 
Danmarks stilling som besat land fra 9. april 1940 gjorde, at spillere som Walther Christensen ikke fik nær så mange landskampe, som de ellers ville have fået. Af de syv kampe mod Sverige, som tyskerne tillod Danmark at spille 1940-43, var han med i de seks. Han var således med til at vinde 2-1 over "arvefjenden" 19. oktober 1941 i en kamp, hvor han af flere journalister betegnedes som den bedste.
Fra 1944 gled Walther Christensen gradvist over i illegalt arbejde og gik sidst på året "under jorden" (sportsjournalisterne skrev, at han var skadet). Under dramatiske omstændigheder blev han anholdt af Gestapo i februar 1945 og tilbragte de sidste krigsmåneder i Frøslevlejren.
Det er sagt om ham, at han aldrig blev helt den samme efter besættelsen. Han gjorde ganske vist hurtigt comeback for sin klub, men kom ikke mere på landsholdet, selv om hans mange beundrere krævede det fra tid til anden i læserbreve. Walther Christensen havde et følsomt sind, og til trods for at han var afholdt i Frem, udmeldte han sig et par gange - for så at bede klubbens formand om at få brevet tilbage, når han var "faldet ned" igen. Hans sidste kamp på Frems 1. divisionshold var i november 1947. 
I efterkrigstiden synes han i perioder at have haft svært ved at leve en top-idrætsmands liv, og derved vende tilbage til landsholdet på grund af et tiltagende alkoholforbrug. 
Walther Christensen, som var faglært sadelmager og møbelpolstrer, havde en overgang egen forretning på Vesterbro i København. 
Han var kun 47 år ved sin død.